# Турция на «Евровидении-1975»
В 1975 году Турция впервые приняла участие на конкурсе песни Евровидение, который прошёл в Стокгольм, Швеция. Турцию представила певица Семиха Янкы (Semiha Yankı) с песней Seninle bir dakika. Получив всего три очка от Монако, Янкы заняла последнее 19-е место.

## Голосование
| 12 баллов    | 10 баллов    | 8 баллов  | 7 баллов    | 6 баллов  |
| ------------ | ------------ | --------- | ----------- | --------- |
| - Португалия | - Италия     | - Швеция  | - Швейцария | - Израиль |
| 5 баллов     | 4 балла      | 3 балла   | 2 балла     | 1 балл    |
| - Люксембург | - Нидерланды | - Испания | - Мальта    | - Франция |

| 3 балла  |
| -------- |
| - Монако |